# Gretchen Hau
Gretchen Marie Hau (19 de junio) es una política y abogada puertorriqueña, afiliada al Partido Popular Democrático de Puerto Rico.

## Educación
Hau cursó sus estudios en el Colegio Radians en Cayey y posteriormente se graduó de la Universidad de Puerto Rico en Cayey, obteniendo un bachillerato en Administración de Empresas. Continuó su formación académica en la Universidad Interamericana de Puerto Rico, donde completó una maestría en Administración de Empresas con énfasis en Recursos Humanos y Administración de Personal. En el año 2010, obtuvo su Juris Doctor con honores en Derecho en la Facultad de Derecho de la Universidad Interamericana de Puerto Rico.

## Carrera profesional
Trabajó durante 20 años junto al alcalde de Cayey, Rolando Ortiz Velázquez como asistente ejecutiva. Es la primera mujer en ocupar el cargo de directora ejecutiva ante la Asociación de Alcaldes de Puerto Rico durante cuatro años del 2015 al 2019.

## Carrera política
Se postuló exitosamente para el Senado de Puerto Rico del distrito de Guayama ganando en las elecciones de 2020 siendo la primera mujer del Partido Popular Democrático en lograr este triunfo. En 2023 renunció al Senado de Puerto Rico y pasó a la Cámara de Representantes de Puerto Rico por el distrito 29 tras la muerte del Representante José Aníbal Díaz. Es la primera mujer Representante del Distrito 29.

## Historial electoral
| Elección | Cargo                               | Partido | Partido | Votos  | %     | Posición | Resultado |
| -------- | ----------------------------------- | ------- | ------- | ------ | ----- | -------- | --------- |
| 2020     | Senadora por el distrito de Guayama |         | PPD     | 69,552 | 23.57 | 1.ª      | Electa    |
| 2024     | Representante por el 29.º distrito  |         | PPD     | 12,837 | 46.94 | 1.ª      | Reelecta  |